# Stenopogon dorothyae
Stenopogon dorothyae là một loài ruồi trong họ Asilidae. Stenopogon dorothyae được Martin miêu tả năm 1968. Loài này phân bố ở vùng Tân nhiệt đới.